# Museo dell'identità dell'Alta Garfagnana Olimpio Cammelli
Il Museo dell'Identità dell'Alta Garfagnana "Olimpio Cammelli" è sito a Gorfigliano, in provincia di Lucca. È una struttura dedicata alla cultura materiale del territorio della Garfagnana ed espone oggetti e macchinari riferiti a vita domestica, a vita contadina e ad attività produttive, risalenti in prevalenza al XIX secolo e alla prima metà del XX.

## Ubicazione

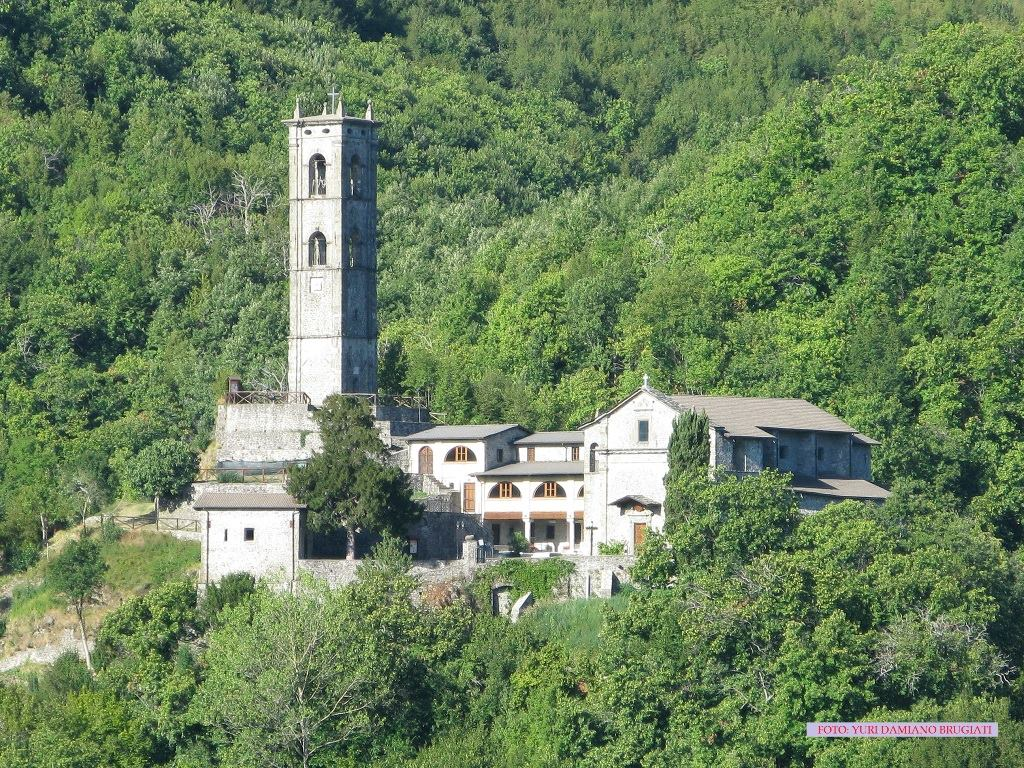
Gorfigliano. Il complesso monumentale del "Colle di Casa" che ospita il museo

Il museo si trova sulla sommità di un colle, detto "Colle di Casa", da cui si può godere del panorama sul sottostante lago di Gramolazzo, sui paesi vicini e sull'Appennino Tosco-Emiliano. È ubicato a fianco della "Chiesa Vecchia".
Nel 1983 per volontà dell'allora parroco Don Alberto Bartolomei iniziarono i lavori di recupero della chiesa e della adiacente canonica, da anni in completo abbandono. Ai lavori presero parte numerosi volontari che in 28 anni di assiduo impegno hanno fatto rinascere il complesso.
Nel Medioevo sul colle sorgeva il "Castello" e il "Paese Vecchio" di Gorfigliano. Questo sito alla fine degli anni '90 è stato oggetto di una campagna di scavi archeologici.

## Storia
Il museo è intitolato ad Olimpio Cammelli che fu uno dei volontari e per un periodo leader degli stessi. Egli aveva, nel tempo, raccolto una miriade di macchinari e oggetti legati alla cultura materiale del territorio della Garfagnana. Alla sua morte, la moglie Emma Orsi decise di non disperdere la collezione (costituita da circa 1 000 pezzi) e di donarla all'Associazione Culturale Paese Vecchio di Gorfigliano. È così che nasce il museo, grazie al Comune di Minucciano che accolse la proposta dell’Associazione Culturale; il museo è inserito all'interno dell’Ecomuseo dell’Alta Garfagnana.
Il museo fu inaugurato il 16 maggio 2009 e nel tempo ha arricchito la sua dotazione arrivando a oltre 3 000 oggetti esposti.

## Percorso museale
All'inizio del percorso espositivo, si trovano pannelli che illustrano la vita del paese di Gorfigliano, prima e dopo il 1900 quando iniziò l’escavazione del marmo, e molti sono gli oggetti dedicati a questa attività, che è sempre stata una importante risorsa economica per i locali. Ci sono attrezzi che un tempo venivano utilizzati dal riquadratore, dal minatore, dal fochino, dal filista, dal tecchiaiolo, dal lizzatore  specializzazioni dei cavatori in parte scomparse. Sono inoltre presenti attrezzi utilizzati in fase di lavorazione del marmo.

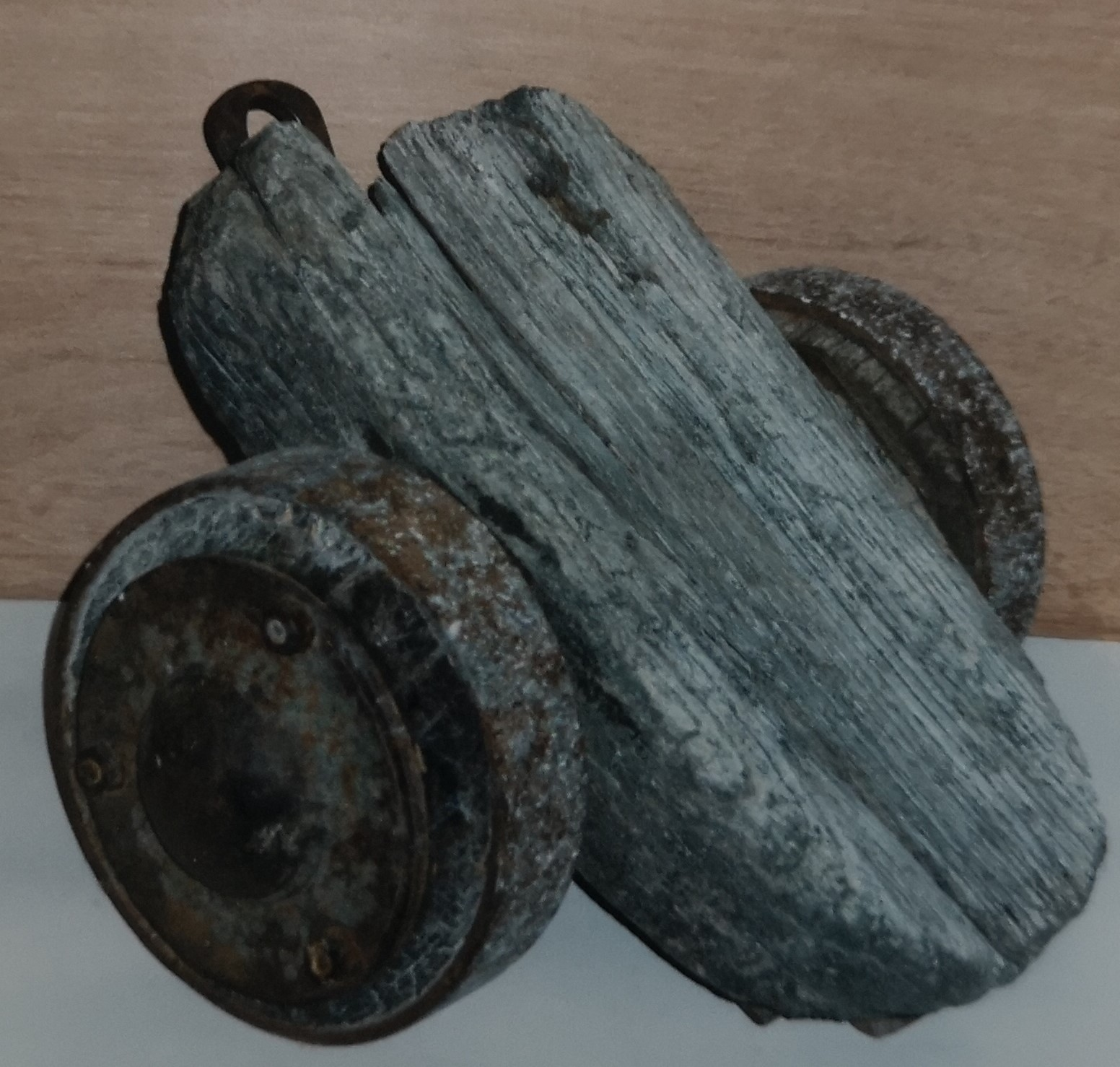
"Bodda". Antico attrezzo per movimentare le lastre di marmo.

Sono anche esposti oggetti della vita contadina compresi macchinari per la coltivazione dei campi, per la lavorazione del foraggio, del grano, del granturco e delle castagne.

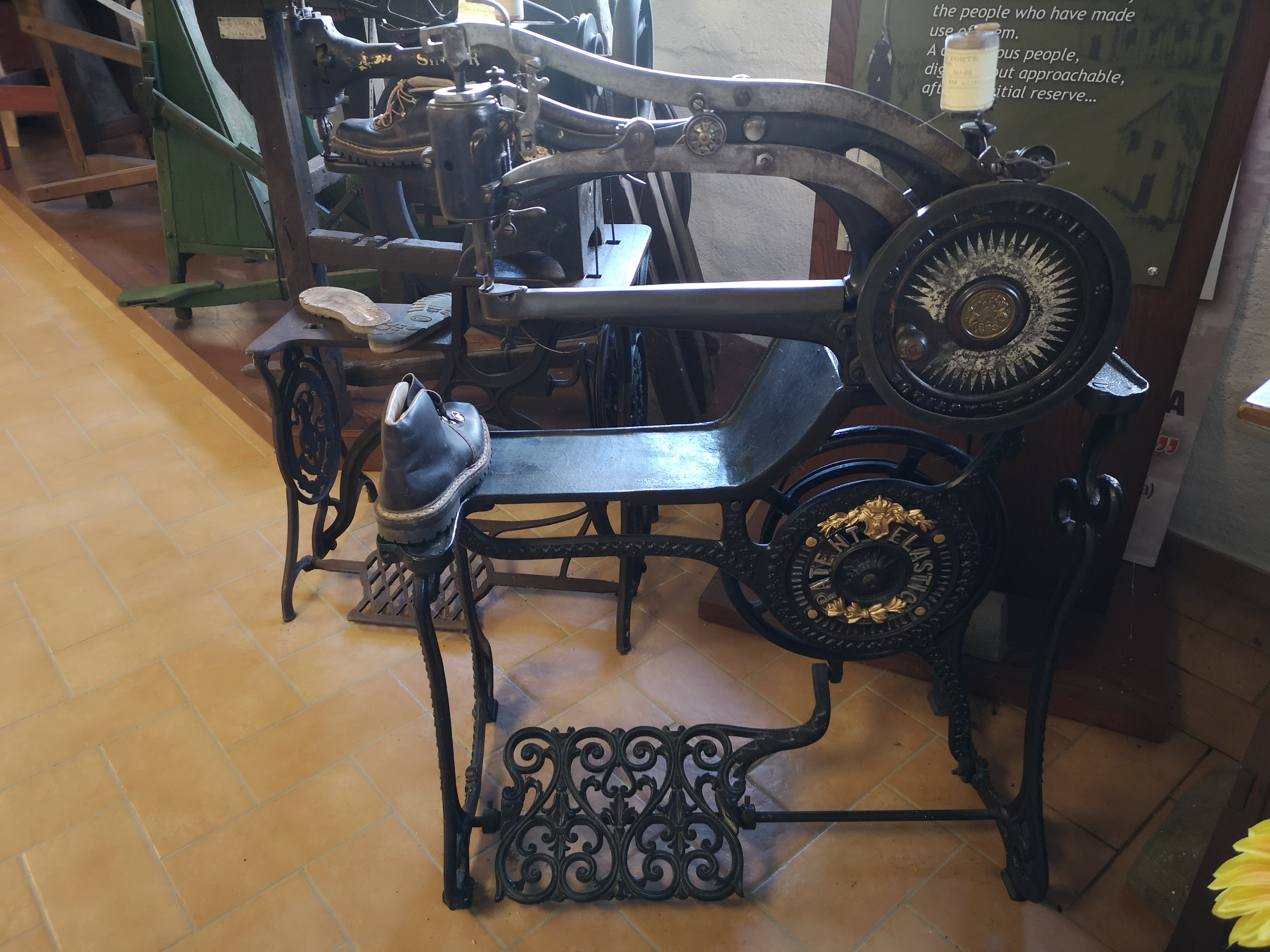
Museo Olimpio Cammelli. Macchina utilizzata dal Calzolaio per cucire le scarpe

Due stanze sono dedicate agli antichi mestieri (fabbro, arrotino, calzolaio), alla pastorizia, alla vinificazione e alle attività domestiche (con un'ampia sezione dedicata alla filatura).
Sul fondo del corridoio di ingresso è collocata una gigantografia della "Chiesa Vecchia" (dedicata alla Madonna del Patrocinio) prima dell’inizio dei lavori di ricostruzione che testimonia come della chiesa rimanessero solo i muri perimetrali, tenuti assieme da una enorme edera.
Il museo infatti vuole anche essere un tributo ai tanti volontari, definiti dagli abitanti di Gorfigliano, "eroi", che si adoperarono con tenacia e passione per la ricostruzione del complesso monumentale posto sul "Colle di Casa". A questo scopo al piano superiore si può osservare un pannello che, in una sorta di puzzle, raccoglie decine di fotografie che testimoniano l'evoluzione dei lavori di ricostruzione nel tempo.
In una "sala video" è possibile conoscere la storia della ricostruzione della chiesa ad opera dei volontari.
Al piano superiore si entra nel "Mondo del Falegname" tramite una collezione donata al museo da Gianfranco Paolinelli Vitali. A fianco la biblioteca con sala riunioni.

## Il percorso in immagini

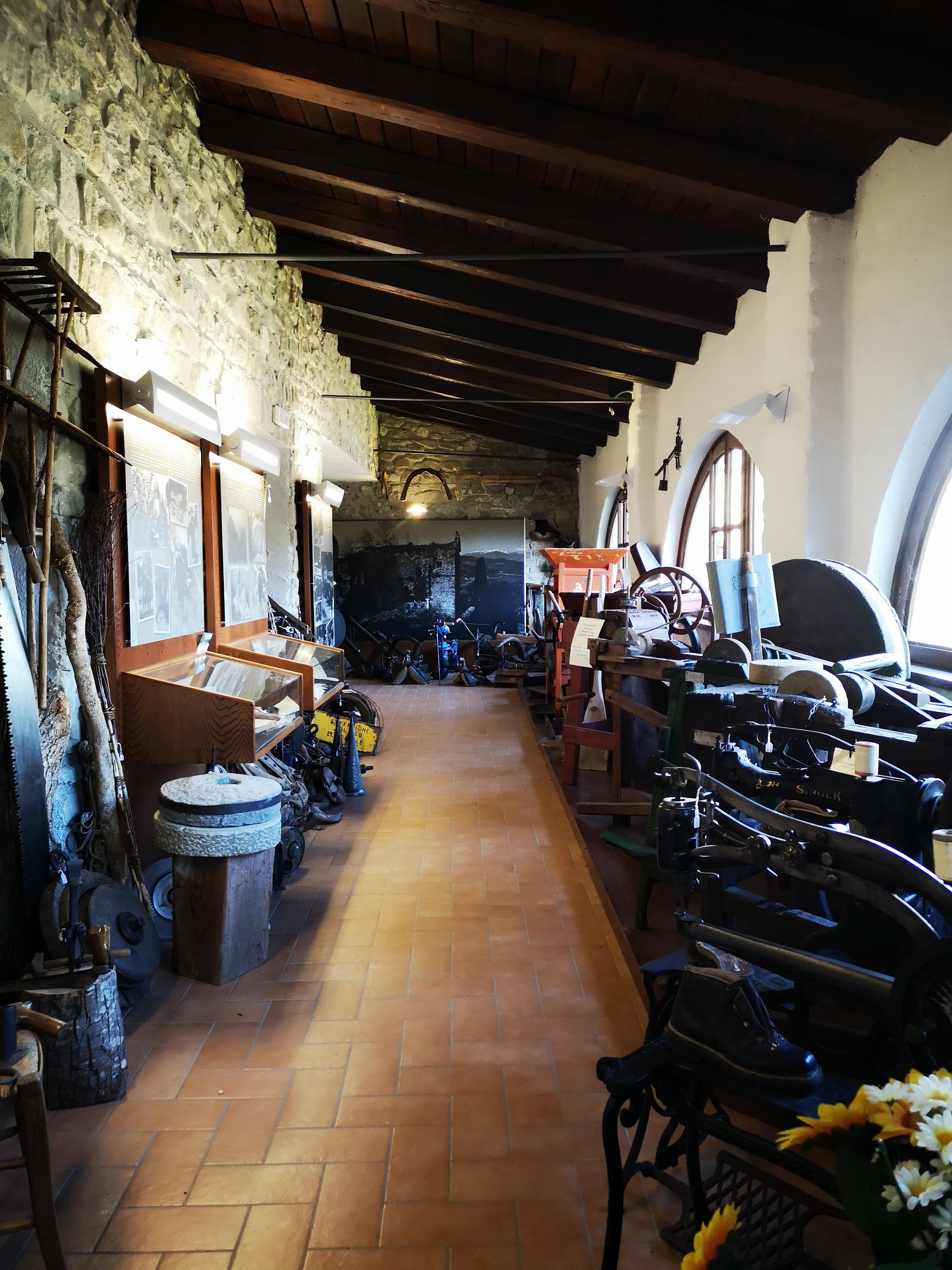
Corridoio principale.
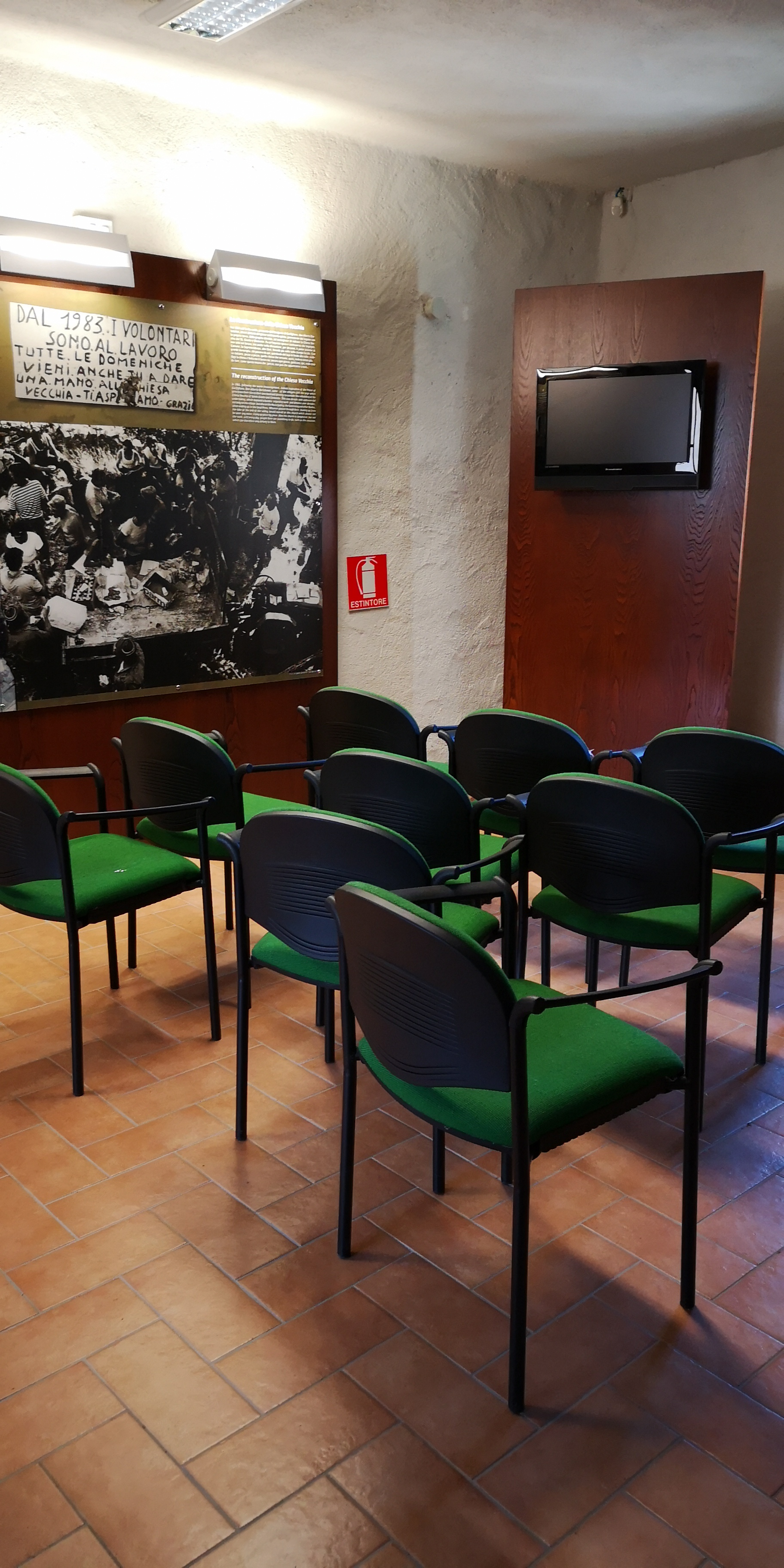
Piccolo auditorium.
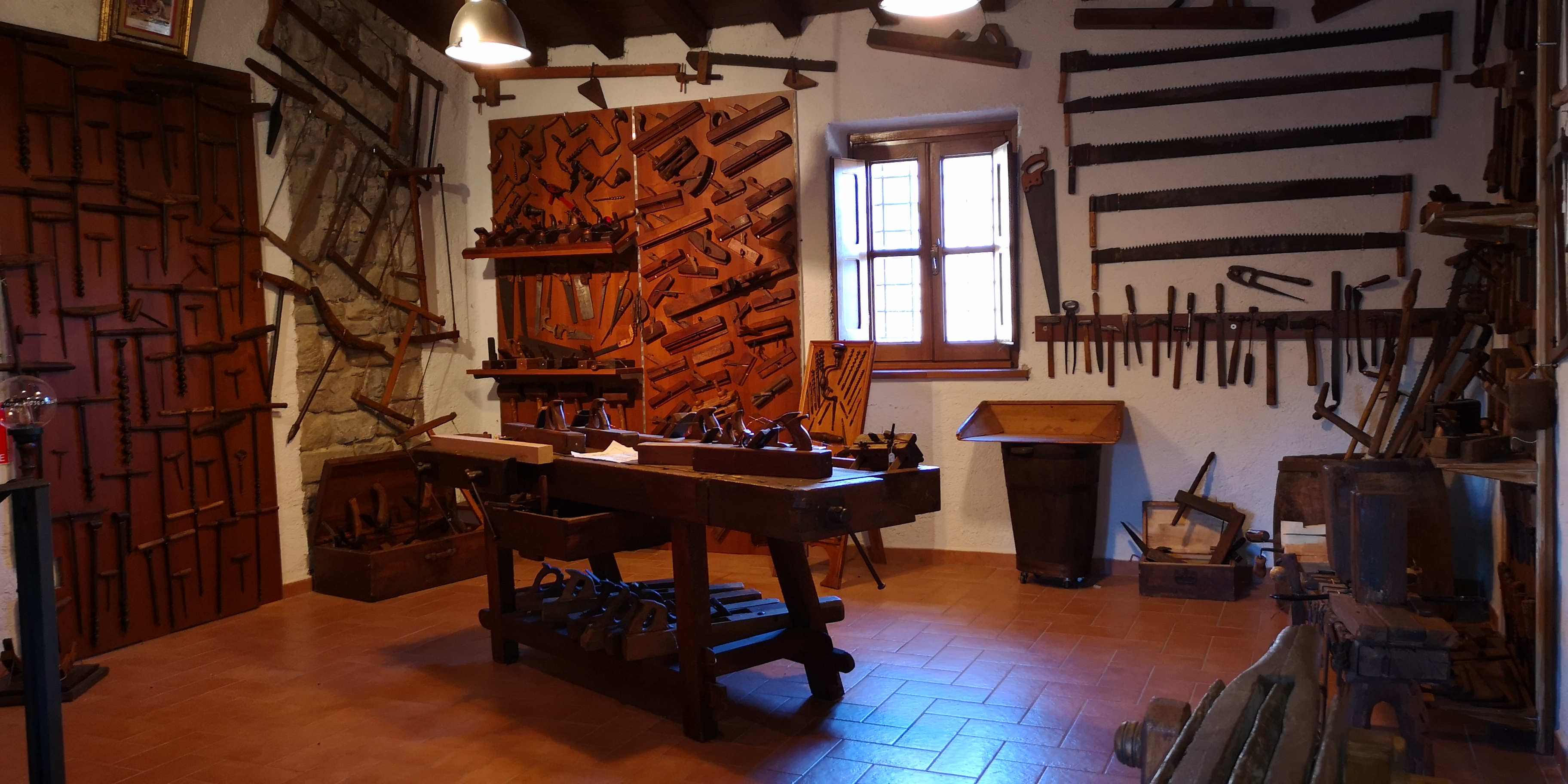
Il mondo del falegname.
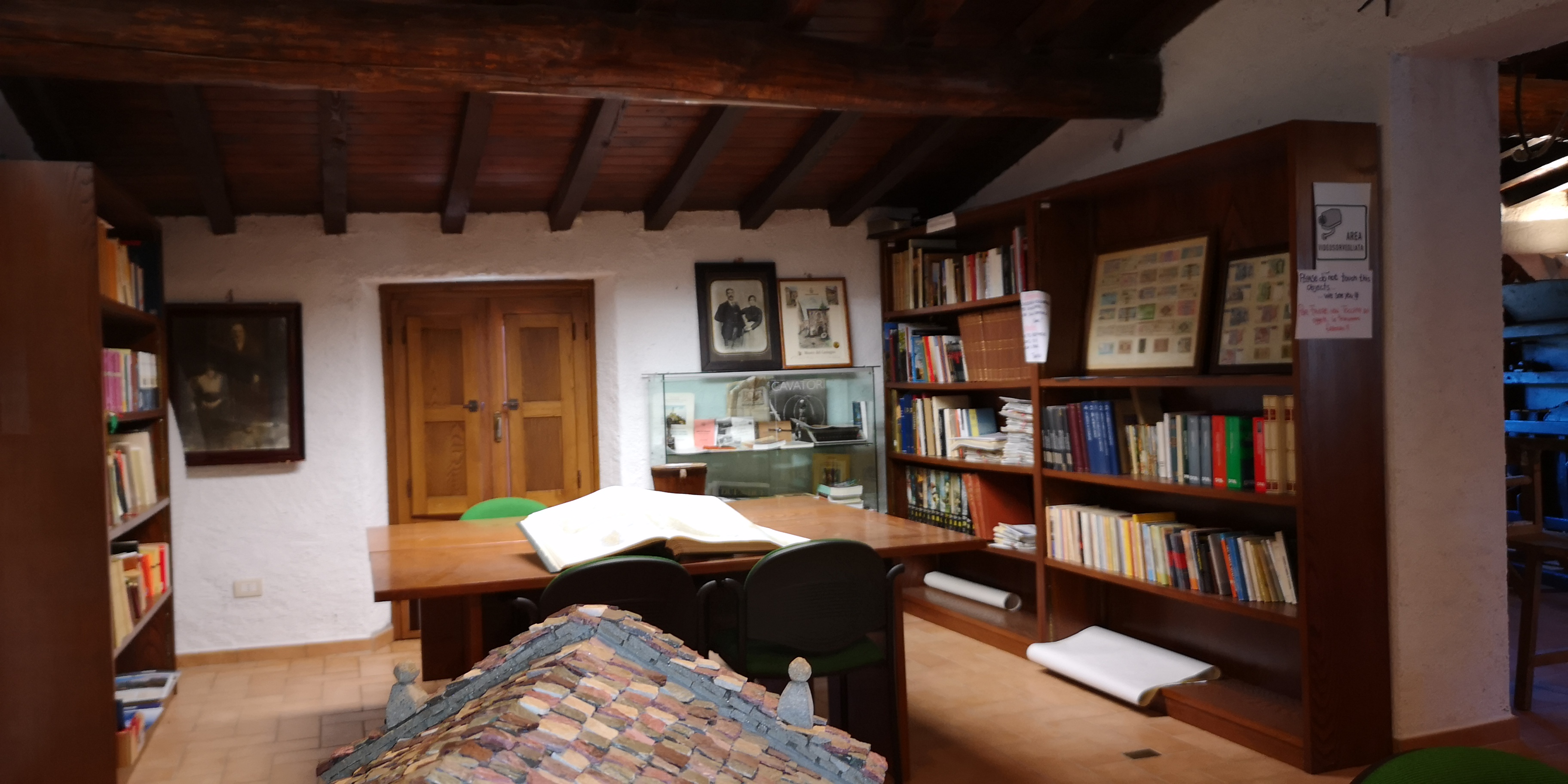
Biblioteca.
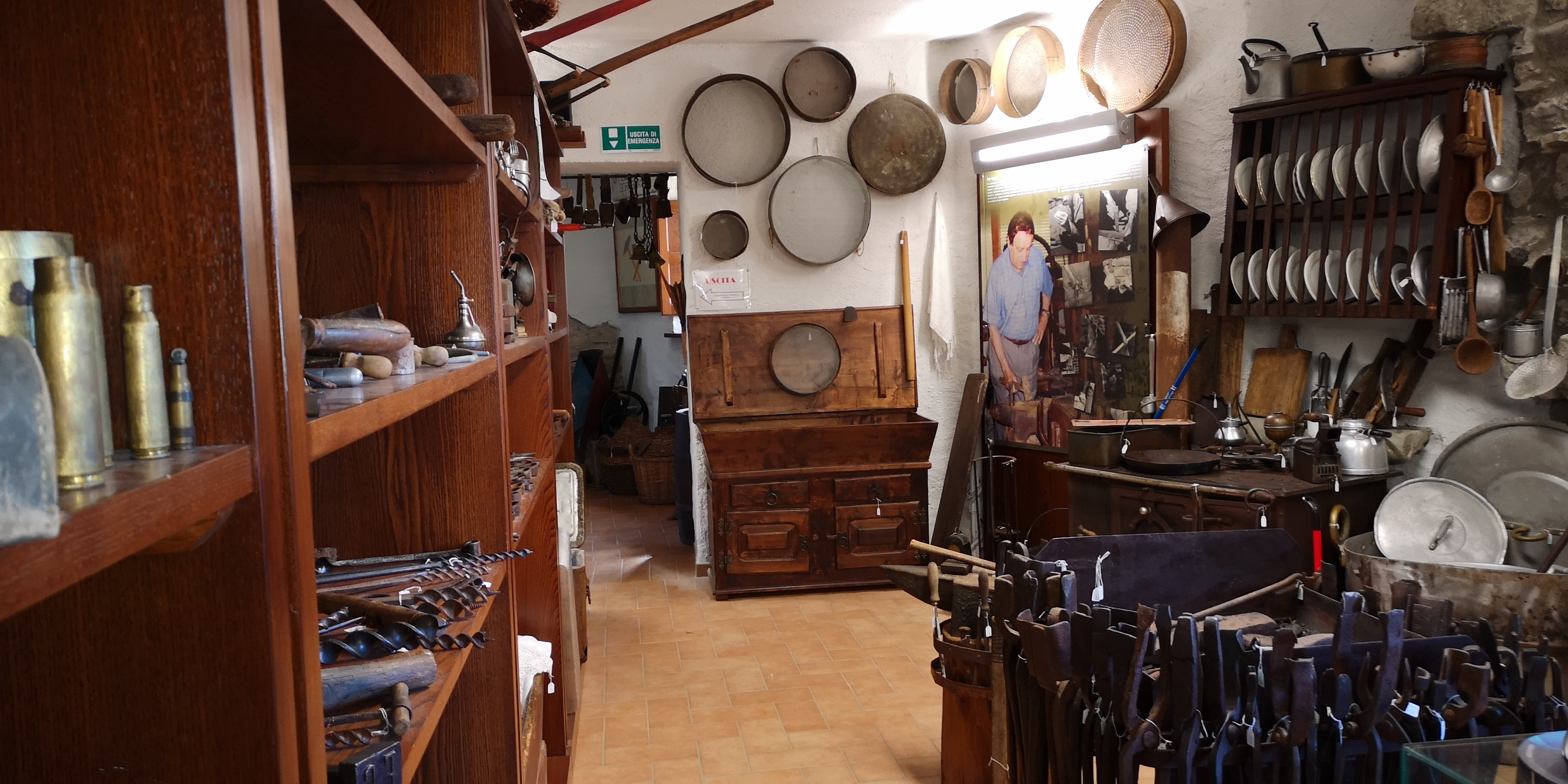
Sala grande con collezione Olimpio Cammelli.
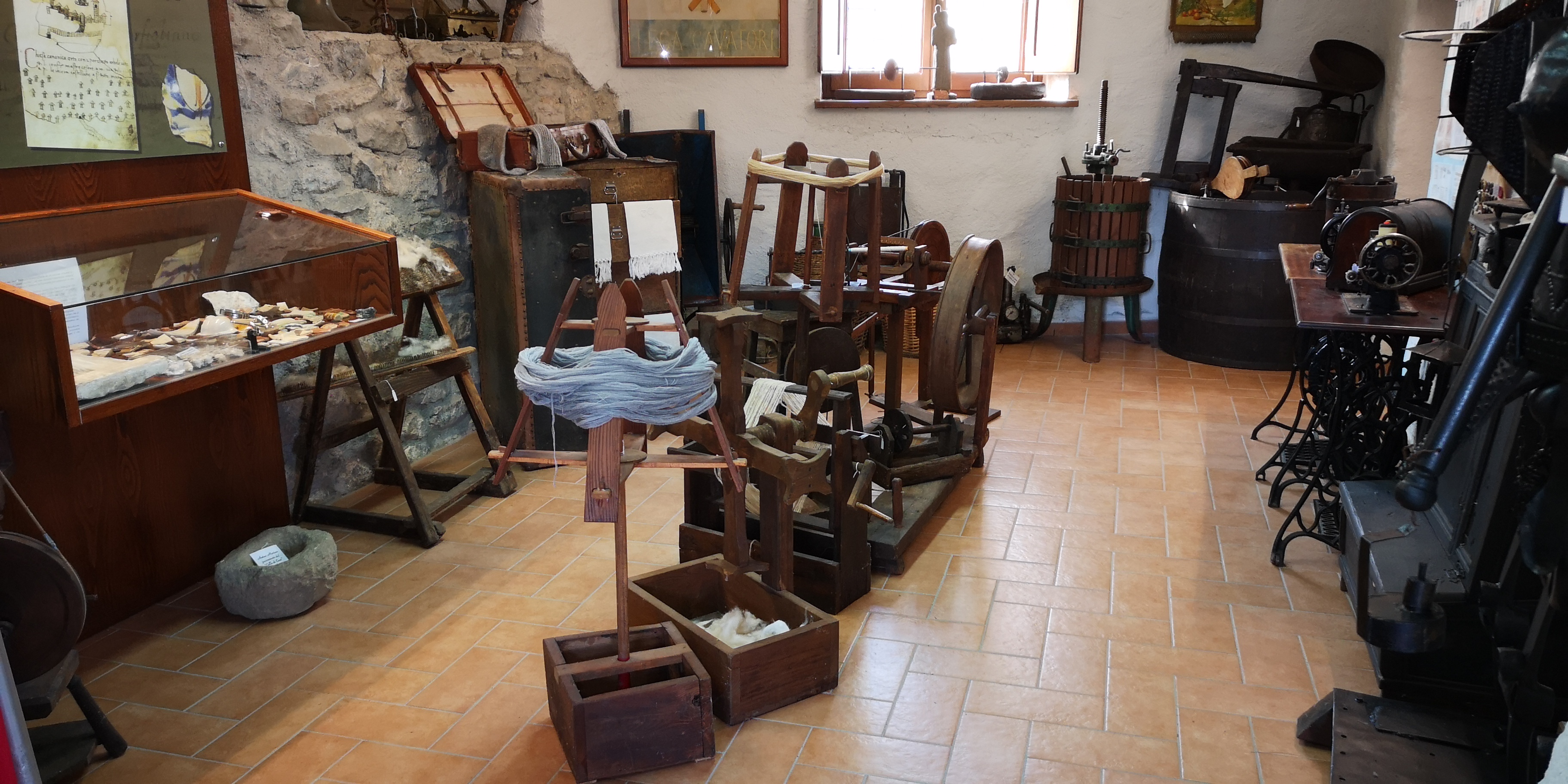
Sala della filatura.